# 맥시멈 더 호르몬
맥시멈 더 호르몬(MAXIMUM THE HORMONE, 일본어: マキシマム ザ ホルモン)은 일본의 라우드락 밴드이다. 1998년 결성되었으며, 약칭 ‘호르몬’. “각 멤버가 고기를 좋아한 데서 ‘호르몬(호루몬야키(일본어: ホルモン焼き)라는, 돼지와 소의 창자를 꼬치구이로 한 음식이다.)’, 이후 멋을 위해 ‘더’와 ‘맥시멈’을 추가했다.”라는 것이 밴드 이름의 유래이다. “뇌내 분비물(호르몬)이 최대(맥시멈)로 분비될 정도로 음악을 갈겨준다!”라는 유래는 나중에 만들어 낸 말이다.

## 구성원
마키시마무 자 료쿤 (일본어: マキシマムザ亮君, 1978년 12월 13일 ~ )
본명 카와키타 료(일본어: 川北 亮).기타와 보컬 담당. ‘노래와 6현(弦)과 동생’. 나오의 친동생으로, 싱글 앨범 ブルペン キャッチャーズ ドリーム시절부터 멤버에 활동하고 있었으며, 현재 호르몬의 작사 작곡을 모두 맡고 있다. 콘서트 때 MC는 일절 하지 않으며, 1년 연중 VIC사의 화장실 슬리퍼만 신고 다닌다. "신발 가게에 있는 점원이 따라다니는게 싫어서."라는 것이 그 이유. 겉모습과는 달리 목소리는 상상을 초월하는 귀여운 목소리이며, 정신적으로 섬세한 면이 있어서 “조금이라도 심한 말을 들으면 밥을 2공기 밖에 못먹을 정도로 찌그러진다.”는 이유로 2채널은 2003년즈음부터 보지 않는다고 한다. 료쿤의 ‘쿤’은 ‘보쿤(일본어: 暴君, '폭군'이라는 뜻.)’의 ‘쿤’에서 온 것이기 때문에, ‘료쿤’ 자체가 이름이다.
다이스케항 (일본어: ダイスケはん), 1977년 9월 13일 ~ )
본명 츠다 다이스케(일본어: 津田 大輔). 보컬(MC) 담당. ‘빽빽 시끄러운 쪽’(데스보이스, 헤드 샤우트 등). 보컬 스타일은 PANTERA의 Phil Anselmo의 영향이라 공언. 대머리 시절에 트라우마가 있으며, 나오에게 자주 놀림거리가 된다. 콘서트 때는 그 화려한 퍼포먼스때문에 종료 후 항상 구토하는 듯. 2007년 8월에는 미토시에서 콘서트 직후에 쓰러져 병원에 옮겨진 적도 있다. ‘耳噛じる’의 수록곡 ‘パトカー燃やす’와 ‘ポリスマンファック’에서는 드럼을 연주한다.
우에쨩 (일본어: 上ちゃん), 1980년 4월 15일 ~ )
본명 우에하라 후토시(일본어: 上原 太). 베이스 담당. ‘4현’(이전에는 4현과 우울이었음.). 료쿤과 함께 중간에 새로 들어온 멤버이다. 레드 핫 칠리 페퍼스의 열광적인 팬이고, 그 멤버 전원에게 경의를 표하며, 같은 무늬의 문신을 하고 있다. 특히 베이스를 담당하는 플리를 경애하고, 그와 똑같이 초퍼 연주법을 구사한다(주위 멤버들로부터, ‘렛치리 바보’ 라고 할 정도로.). 홋카이도로 고급 스시를 먹으러 가자고 했을 때, “나는 맥도널드면 돼”라며 거절했을 정도로, 미식에는 관심이 없다. 주식은 편의점에서 사 먹는 ‘レモンウォーター’와 ‘○○○チップス’(‘堅揚げチップス’로 추정.). ‘○○○チップス’를 몽땅 사다가 먹어 입에서 출혈이 있었다는 전설적인 사건도 있을 정도. 료쿤의 연중 화장실 슬리퍼에 대항하여, 연중 게타(일본어: 下駄)만 신고 다닌다.
'나오(일본어: ナヲ), 1975년 12월 16일 ~ )
본명 카와키타 나오(일본어: 川北 奈緒). 드럼·보컬(MC)담당. ‘드럼과 여성(女聲)과 누나’. 여성이면서도 상당히 드럼을 파워풀하게 치며, 밴드의 실질적인 리더이다. 본인 왈 “드럼은 얼굴로 쳐라”. 마키시마무 자 료쿤의 실제 누나. 실제로 료쿤과 체형도 얼굴도 많이 닮았다.
그 외, 전멤버 기타 “SUGI” 와, 베이스인 “KEY”가 있다. 현재는 료쿤과 우에쨩이 기타와 베이스를 맡고 있다.

## 멘트
- 멘카타 콧테리(일본어: 麺カタこってり)

‘면은 꼬들꼬들, 스프는 진하게’ 라는 의미로,하치오지에 있는 나가하마 라면에서의 주문 방법의 한 예이며, 호르몬 라이브 콘서트 때 관객들과 함께하는 고정 멘트다. 속내용은 사람이 살아가면서 담박하게 끝내버리지말고, 멘카타 콧테리라면처럼 하나하나 느끼며 살아가라는 의미이다. 하지만, 실제 라이브에서 외치는 것은 관객과 호응 맞추는 것 이외에는 의미가 없다.
- 록킴포(일본어: ロッキンポ)

Rock + 독일어: Impotenz의 합성어로, ‘록을 들어도 느낄 수 없는 성교 불능자.’라는 뜻으로, 노래의 겉부분만을 보고, 속내용 즉 영혼을 느끼지 않는 자들을 의미한다. 멤버 료쿤의 목적은 록킴포들의 이런 가치관을 부수어 준다는 것이 그의 인생 테마라고 한다.
- 부-이키카에스(일본어: ぶっ生き返す)

일본어로 죽여버린다(일본어: ぶっ殺す)를 초월한 의미로, ‘되살려 버리겠다’라는 뜻이다. 속내용은 지금까지 마음 속에서 죽여왔던 여러 감정들을 되살려 내자는 의미다.
- 산도노 메시요리 메시가 스키(일본어: 三度の飯より飯が好き)

‘세끼 밥보다 밥이 좋아’라는 의미로, 위에 멘카타 콧테리처럼 라이브 고정 멘트다.

## 내력
1998년 『MAXIMUM THE HORMONE』이라는 영어 밴드 명으로 결성.
1999년 8월 인디즈 레이블 SkyRecord와 계약, 첫 번째 앨범『A.S.A. Crew』를 발표한다. 당시 곡 타이틀과 가사 등은 대부분 영어였다. 당시 작사, 작곡은 다이스케항이 맡았었다. 앨범 발표 후, 멤버 중 기타 SUGI와 베이스 KEY가 탈퇴하고 료쿤과 우에쨩이 가입하여 현재 멤버가 되었고, 밴드 명도 영어가 아닌 일본어『マキシマム ザ ホルモン』를 사용하기 시작했다.
2000년 8월 일본의 독립계 음악 프로덕션인 주식회사 후리윌(일본어: フリーウィル)의 아래에 있는 NEW HORIZON에서 싱글 『ブルペン キャッチャーズ ドリーム』발표
2001년 2월 다시 NEW HORIZON에서 미니앨범 『鳳』을 발표.
이어서 싱글『肉コップ』부터의 음원은, 일본 TV 음악 주식회사 내에 설립된 인디즈 레이블 「ミミカジル」에서 발표.
2002년 가을, 자켓 일러스트에 만화가「만☆화 타로(일본어: 漫☆画太郎)」를 기용한 앨범『耳噛じる』를 발표.
2003년 애니메이션화 된「에어마스터」의 엔딩 테마로「ROLLING1000tOON(싱글延髄突き割る수록)」이 사용된다. 당초「ROLLING1000tOON」는 「延髄突き割る(숨골을 찢어)」라는 타이틀로 수록 예정이었으나, 방송 제작사로부터 “시청자에게 무서운 인상을 줄 우려가 있다.”고 하여 바꾸게 되었다. 후에「밤중에 애니메이션 따위 보지 말고 빨리 자!!」 라는 타이틀도 생각했으나 2초 만에 각하되고, 끝내는 현재의 타이틀이 되었다.
2004년 4월「에어마스터」의 엔딩 테마로 사용됐던 「ROLLING1000tOON(싱글延髄突き割る수록)」이 코나미의 음악 게임 GUITARFREAKS 11th Mix & drummania 10th Mix에 수록
2004년, 세 번째 앨범『糞盤』을 발표 후 메이저 레이블 VAP와 계약. 메이저로서 첫 번째 싱글『ロック番狂わせ／ミノレバ☆ロック』을 발표하고, 후에 메이저로써 첫 번째 풀 앨범『ロッキンポ殺し』를 발표. 그 후 간「ロッキンポ殺し투어」에서는 일본 42지역을 재패.
2005년부터 bayfm에 의한 라디오 프로그램「맥시멈 더 호르몬의『멘카타 콧테리』」가 시작.
2005년 10월부터 2006년 3월까지 방영된, 애니메이션 「투패전설 아카기~어둠에 춤추듯 내려온 천재~」의 엔딩 테마로「アカギ(싱글『ざわ…ざわ…ざ‥ざわ……ざわ』에 수록)」가 기용. 두 번째 애니메이션 주제곡이 되었다. 수록 싱글 타이틀은「아카기」의 원작자인 후쿠모토 노부유키가 (다른 작품도 포함해)작중에 기용된 심리적인 웅성거림을 의성어로 표현한 것이라 한다.(ざわざわ는 우리말로 '웅성웅성')
2006년, 메이저 4번째 싱글『恋のメガラバ』가 발매. 오리콘 차트 9위를 기록.
2007년 발매된 앨범『ぶっ生き返す』가 오리콘 차트 5위를 기록.
2007년 2월부터 6월까지 방영된 애니메이션「데스노트」의 2기 주제가를 담당. 세 번째 애니메이션 주제곡이 된다. 오프닝은「What's up, people?!(싱글「ざわ…ざわ…ざ‥ざわ……ざわ」에 수록)」, 엔딩은「絶望ビリー(앨범「ぶっ生き返す」에 수록)」).
2008년 5월 3일 X JAPAN의 기타리스트였던 히데(hide, 1964년 12월 13일 ~ 1998년 5월 2일)의 추도 라이브「hide memorial summit」에 출연. 그때 행해진 기자 회견에도 출석하였다.
2008년 6월 「데스노트」의 엔딩 테마로 사용됐던 「絶望ビリー(앨범「ぶっ生き返す)」가 코나미의 음악 게임 GuitarFreaks V5 & DrumMania V5에 수록
2008년 7월 메이저 5번째 싱글 『爪爪爪／「F」』가 발매. 2008년 7월 21일부의오리콘 위클리 차트에서 첫등장 2위를 기록 하였다.
2008년 8월 15일 제 4회 ETPFEST에서 첫 내한 공연을 했다.
2011년 3월 23일, 메이저 6번째 싱글 「グレイテスト・ザ・ヒッツ 2011〜2011」가 발매. 4월 4일부 오리콘 위클리 차트에서 첫등장 1위를 기록. 이것은 싱글과 앨범 통틀어 최고 기록이다.

## 디스코그래피

### 싱글
1. ブルペン キャッチャーズ ドリーム (2000년8월30일)
  - 예산 관계로 가사 카드가 없다. 이 작품부터 현 멤버로.

  1. B.B.
  2. メタルちゃん
  3. THE CLAIM OF YOUTH 2000
2. 肉コップ (2002년5월29일)

  - 「耳噛じる」부터의 첫 릴리스. 폐반.

  1. アナル・ウイスキー・ポンセ
  2. ジョニー鉄パイプ
  3. 渚のシンドバッド (핑크 레이디 커버)
3. 延髄突き割る (2003년9월3일)

  - 오리콘 최고위 53위.

  1. ROLLING1000tOON (일본 애니메이션 《에어마스터》 엔딩 테마) (음악 시뮬레이션 게임 《기타프릭스》《드럼매니아》 수록곡.) (PV가 만들어졌다.)
  2. 恋のスウィート糞メリケン (PV가 만들어졌다.)
  3. フォーエバーHEY!HO!LET'S GO! 〜ラモーンズに捧ぐ〜
  4. アバラ・ボブ（BAMBOOMAN Mix#2)
4. ロック番狂わせ / ミノレバ☆ロック (2004년6월23일)
  - 오리콘 최고위 33위. 메이저 데뷔 작품. ¥1129

  1. ロック番狂わせ　(PV가 만들어졌다.)
  2. ミノレバ☆ロック(PV가 만들어졌다.)
  3. W×H×U× 〜ワシかてホンマは売れたいんじゃい〜
  4. R.H.C.P.が僕をさらいにやってきた(BONUS TRACK)
5. 包丁・ハサミ・カッター・ナイフ・ドス・キリ / 霊霊霊霊霊霊霊霊魔魔魔魔魔魔魔魔
  - 오리콘 최고위 50위. ¥1182
  - DISC-1

  1. 包丁・ハサミ・カッター・ナイフ・ドス・キリ (PV가 만들어졌다.)
  2. 人間エンピ

  - DISC-2

  1. 霊霊霊霊霊霊霊霊魔魔魔魔魔魔魔魔
  2. 椎名バス停で待つ。

※“包丁・ハサミ・カッター・ナイフ・ドス・キリ”는 정확히는 각 단어에 ×표를 덧붙인다.
6. ざわ…ざわ…ざ‥ざわ……ざわ (2005년11월16일)
  - 오리콘 최고위 14위. ¥1193

  1. What's up, people?!　(일본 TV 애니메이션 《데스노트》 오프닝 테마) (PV가 만들어졌다.)
  2. アカギ　(일본 TV 애니메이션 《闘牌伝説アカギ ～闇に舞い降りた天才～》 엔딩 테마)
  3. ブラック¥パワーGメンスパイ
  4. 皆殺しのメロディ　(THE BLUE HEARTS의 노래커버)
7. 恋のメガラバ (2006년7월5일)
  - 오리콘 최고위 9위. ¥1172

  1. 恋のメガラバ　(PV가 만들어졌다.)
  2. ルイジアナ・ボブ 
  3. ロッキン・アグリーモーション
  4. ジョニー陰部LIFE
8. 爪爪爪 / 「F」 (2008년7월9일)
  - ¥1157

  1. 爪爪爪 　(PV가 만들어졌다.)
  2. 「F」 
  3. Kill all the 394 

※“394”는 일본 커뮤니티 사이트인 믹시를 의미한다.
9. グレイテスト・ザ・ヒッツ 2011〜2011 (2011년3월23일)
  - ¥1292

  1. 鬱くしき人々のうた 
  2. maximum the hormone 　(PV가 만들어졌다. 첫 셀프 타이틀 송.)
  3. my girl

### 앨범
1. A.S.A. CREW (1999년8월29일)
  - 초기 멤버에 의한 작품. 폐반.

  1. See The Sea
  2. Purple Fire Tail
  3. The Claim Of Youth 2
  4. Fake
  5. Shine
  6. Pineapple
  7. Lost Crap Your Life
  8. You Can't Escape
  9. The Claim Of Youth
  10. Kipo#40
  11. Gimme Coke

※CD 띠에는 미스프린트로 ‘マキシム ザ ホルモン’ 라고 인쇄되어 있다.
2. 鳳(ほう) (2001년2월14일)
  - 미니 앨범

  1. FORCE
  2. マキシマム ザ ホルモンのテーマ 〜麺カタこってり〜
  3. マキシマム ザ 21世紀
  4. B×B×
  5. 移民の豚 (仮)
  6. W･H･U
  7. マシンガン糞ブギ (일본판만 보너스 트랙)
3. 耳噛じる (2002년10월23일) 

  - 이 앨범부터 쟈켓에는 만☆화 타로(漫☆画太郎)의 신작 일러스트가 사용되어 있다.

  1. 握れっっ!!
  2. ジョニー鉄パイプ
  3. アバラ・ボブ (PV가 만들어졌다.)
  4. ジョニー・ママミヤ・カリフォニア 〜ジョニー鉄パイプII〜
  5. 三品 -SANPIN-
  6. 薄気味ビリー
  7. NOBODYS(커버)
  8. 人間エンピ
  9. パトカー燃やす (Bonus Track)
  10. ポリスマンファック (Bonus Track)
4. 糞盤 (2004년1월21일)

  - 오리콘 최고위 64위.

  1. 恋のスウィート糞メリケン (싱글 《延髄突き割る》수록. 아무로 나미에의 《SWEET 19 BLUES》에 영향을 받아 만든 곡.) (PV가 만들어졌다.)
  2. 生理痛は神無月を凍らす気温。 (‘사람의 생명은 간단히 머문다, 그리고 간단히 흘러 간다’가 테마)
  3. ヘルシー・ボブ　(전 앨범 《耳噛じる》수록된 《アバラ・ボブ》의 속편. 《アバラ・ボブ》의 감량 버전)
  4. セフィーロ・レディオ・カムバック-青春最下位-
  5. Mrブギータンブリンマン
  6. 平成ストロベリーバイブ
  7. 暴力-Bouriki-
  8. 祟り君-たたりくん-　(보너스 트랙. 맥시멈 더 료군 가라사대 ‘담박한 일본어 락’)
5. ロッキンポ殺し (2005년3월2일)

  - 오리콘 최고위 26위. ¥2259
  - 《包丁・ハサミ・カッター・ナイフ・ドス・キリ》, 《ROLLING1000tOON》등 지금까지의 앨범에 수록되지 않았던 곡이 수록된 집대성된 앨범이다.

  1. ロッキンポ殺し (‘ロッキンポ’란 Rock + 독일어: Impotenz란 의미다.) (PV가 만들어졌다.)
  2. 包丁・ハサミ・カッター・ナイフ・ドス・キリ　(PV가 만들어졌다.)
  3. ニトロBB戦争
  4. falling　jimmy 　(‘호리 치에미(일본어: 堀ちえみ)’라는 여배우 이름을 썼다가 기각, 발음이 비슷한 ‘falling　jimmy’로 바뀌었다.)
  5. 川北猿員　(원래 ‘카와키타 사린’이라는 타이틀이었지만, 레코드 회사 측에서의 클레임으로 ‘사루인(猿員)’으로 수정되었다.)
  6. アナル・ウイスキー・ポンセ (Re-rec.)　(싱글 《肉コップ》에 수록된 같은 이름의 곡의 리테이크. 타이틀은 *와카메자케의 강력판이라는 의미.)
  7. ロック番狂わせ
  8. ハイヤニ・スペイン
  9. 上原～FUTOSHI～　(타이틀 대로, 멤버 우에 쨩을 노래한 곡이다.)
  10. 霊霊霊霊霊霊霊霊魔魔魔魔魔魔魔魔
  11. ROLLING1000tOON　(레코드 회사에서 데스 보이스 금지령이 난 곡이다.)
  12. ロックンロール・チェーンソー　(맨처음엔 귀여운 인트로로 시작하지만, 중간부터 완전 다른 곡이 된다.)
  13. 恋のきなこ私にください　(나오가 적당히 영어처럼 부른 곡이어서, 가사가 게재되어 있지 않다. 피아노 친건 우에하라.)

*와카메자케(わかめ酒) : 일본의 전통적인 성문화 놀이 중 하나. 무릎꿇은 자세에서 상반신을 뒤쪽으로 젖힌, 전라 여성의 하반신에 술을 붓는 것. 몸을 마치 술잔처럼 하여 즐긴다.
6. ぶっ生き返す (2007년3월14일)

  - 오리콘 최고위 5위. ¥2564

  1. ぶっ生き返す!!　(ぶっ殺す(‘죽여버리다’)를 초월하는 뜻으로 만들어낸 말.) (PV가 만들어졌다.)
  2. 絶望ビリー　(애니메이션 《데스노트》 2기 엔딩 테마. 《데스노트》 엔딩용으로 만들어졌다.) (PV가 만들어졌다.)
  3. 糞ブレイキン脳ブレイキン・リリィー
  4. ルイジアナ・ボブ　(싱글“恋のメガラバ”수록.)
  5. ポリスマンベンツ
  6. ブラック¥パワーGメンスパイ (싱글“ざわ…ざわ…ざ‥ざわ……ざわ”수록)
  7. アカギ (싱글 “ざわ…ざわ…ざ‥ざわ……ざわ”수록곡. 일본 TV 애니메이션 《闘牌伝説アカギ ～闇に舞い降りた天才～》 엔딩 테마이며, 이 애니메이션 엔딩용으로 만들어졌다.)
  8. 恐喝〜Kyokatsu〜
  9. ビキニ・スポーツ・ポンチン　(PV가 만들어졌다.)
  10. What's up, people?! 　(싱글“ざわ…ざわ…ざ‥ざわ……ざわ”수록. 료군이 경애하는 미국 메탈 밴드 System of a Down의 싱글 《B.Y.O.B》에 영향을 받아 제작한 곡. (PV가 만들어졌다.)
  11. チューチュー ラブリー ムニムニ ムラムラ プリンプリン ボロン ヌルル　レロレロ
  12. シミ
  13. 恋のメガラバ (싱글 《恋のメガラバ》수록) (PV가 만들어졌다.)
  14. ボーナストラック (《ぶっ生き返す!!》의 NG테이크가 비밀 트랙으로써 들어가 있다.)
7. 予襲復讐 (2013년7월31일)

  - ¥2889

  1. 予襲復讐 (PV가 만들어졌다.)
  2. 鬱くしきOP 〜月の爆撃機〜　(THE BLUE HEARTS의 노래“月の爆撃機”커버)
  3. 鬱くしき人々のうた　(싱글“グレイテスト・ザ・ヒッツ 2011〜2011”수록.)
  4. 便所サンダルダンス
  5. 中2 ザ ビーム
  6. 「F」　(싱글“爪爪爪/「F」”수록)
  7. 爪爪爪　(싱글 “爪爪爪/「F」”수록곡.)
  8. ロックお礼参り 〜3コードでおまえフルボッコ〜
  9. アンビリーバボー! 〜スヲミンツ ホケレイロ ミフエホ〜
  10. え・い・り・あ・ん　(PV가 만들어졌다.)
  11. my girl　(싱글“グレイテスト・ザ・ヒッツ 2011〜2011”수록.)
  12. メス豚のケツにビンタ (キックも)
  13. ビューティー殺シアム
  14. maximum the hormone　(싱글“グレイテスト・ザ・ヒッツ 2011〜2011”수록.)
  15. 恋のスペルマ

## DVD
1. 맥시멈 더 호르몬의 Debu Vs Debu (2005년 9월 15일)
  - ¥3840
  - ‘ロッキンポ殺し투어’의 시부야AX에서한 라이브 영상을 중심으로 수록. 오리콘 첫등장 3위. 데일리(デイリー)에서는 3일 연속 1위를 기록.
2. Deco Vs Deco (2008년 3월 19일)
  - ¥4890
  - ‘ぶっ生き返す투어’인 ZEPP 도쿄에서한 라이브를 영상을 중심으로 수록. 밴드 처음으로 오리콘 1위를 획득